# هری مایروویچ
هری مایروویچ (انگلیسی: Harry Mayerovitch؛ ۱۶ آوریل ۱۹۱۰ – April 16, 2004) کارتونیست، معمار، نقاش، استاد دانشگاه، و نویسنده اهل کانادا بود.